# Dead Rising
Dead Rising (デッドライジング Deddo Raijingu) es un videojuego de terror de acción y aventura de mundo abierto de 2006 desarrollado y publicado por Capcom originalmente para la Xbox 360. La trama sigue al fotoperiodista Frank West, quien queda atrapado dentro de un centro comercial infestado de zombis e intenta descubrir la verdad detrás del brote antes de que su helicóptero de rescate llegue en tres días.
El juego se juega desde una perspectiva en tercera persona y presenta un mundo abierto para que el jugador explore en la forma del Willamette Parkview Mall. El jugador debe sobrevivir buscando artículos alrededor del centro comercial para luchar contra zombis y personajes humanos hostiles no jugadores conocidos como psicópatas, mientras rescata personajes humanos no jugadores amigables conocidos como sobrevivientes. Además, el juego cuenta con un límite de tiempo establecido de 72 horas, que el jugador tendrá que completar la historia antes de que expire el tiempo.
Dead Rising fue lanzado el 8 de agosto de 2006. El juego se convirtió en un éxito crítico y comercial, lo que lo llevó a ser introducido como parte de la alineación de Xbox 360 "Platinum Hits" y generar tres secuelas: Dead Rising 2 en septiembre de 2010, Dead Rising 3 en noviembre de 2013 y Dead Rising 4 en diciembre de 2016. Un puerto del juego fue desarrollado para Wii, Dead Rising: Chop Till You Drop, lanzado en febrero de 2009. Se desarrolló una versión para teléfonos móviles. Cómo parte de su décimo aniversario, la versión original de Xbox 360 del juego fue relanzada el 13 de septiembre de 2016 para PlayStation 4, Windows y Xbox One; junto con remasterizaciones de Dead Rising 2 y Off The Record. Una versión remasterizada "de lujo" mejorada, Dead Rising Deluxe Remaster, se lanzó para PlayStation 5, Windows y Xbox Series X/S el 19 de septiembre de 2024.

## Jugabilidad
Los jugadores pueden operar el juego en uno de dos modos. El modo 72 horas es el modo principal y, para empezar, el único disponible para los jugadores, en el que el objetivo principal es investigar el centro comercial Willamette Parkview en tres días, antes de que Frank pueda ser rescatado en helicóptero, completando una serie de "Archivos de casos". - misiones principales que, cuando se completan, avanzan en la historia principal del juego. Si el jugador falla en un Archivo de caso, el juego no termina, lo que le permite simplemente explorar el centro comercial hasta que el modo finalice, aunque el incumplimiento de ciertas condiciones (principalmente asociadas con Archivos de caso) resultará en un final diferente. Al completar todos los archivos de casos cuando finaliza el modo de 72 horas, se desbloquea el "modo de tiempo extra", que los jugadores comienzan automáticamente, donde el objetivo principal a completar le da a Frank un día más para completar un conjunto adicional de objetivos dentro del centro comercial. El segundo modo, el modo ∞ (Infinito), se desbloquea después de completar el modo de tiempo extra y permite a los jugadores deambular por el centro comercial en modo sandbox sin límite de tiempo, con Frank tratando de sobrevivir el mayor tiempo posible.
Para sobrevivir en todos los modos, los jugadores deben encontrar y buscar armas repartidas por el centro comercial que puedan usar contra los zombis. Hay más de 250 elementos disponibles para usar en combate; Se pueden encontrar en cualquier lugar, como en las tiendas, y se dividen en dos categorías, cuerpo a cuerpo y a distancia, y todas van desde los poderosos hasta los casi inútiles. Las armas y otros artículos son armas de fuego, material deportivo, juguetes infantiles, muebles, herramientas de construcción, dispositivos electrónicos y diversos objetos punzocortantes. Frank sólo puede llevar un número limitado de armas: bates de béisbol, tablas de 2x4, martillos, pistolas, escopetas, etc., aunque puede llevar varias versiones del mismo tipo. Puede usarlos sólo un número limitado de veces antes de tener que encontrar otros nuevos, ya que las armas cuerpo a cuerpo eventualmente se deterioran y rompen, mientras que las armas deben descartarse cuando se quedan sin municiones. Algunas armas pueden ser cambiadas por el entorno (los sartenes se pueden calentar en una estufa para aumentar el daño y otorgar acceso a un movimiento especial), mientras que otras son objetos grandes que Frank no puede almacenar en su inventario y que dejará caer si las recoge. o cambia a otro elemento. Muchas de las armas menos útiles existen únicamente para lograr un efecto humorístico. Por ejemplo, el juguete Megabuster, de Mega Man de Capcom, dispara pelotas de tenis; Se colocan conos de tráfico sobre la cabeza de un zombi, lo que hace que tropiece a ciegas.
Hay otros artículos disponibles además de armas. Frank puede probarse varios conjuntos de las tiendas de ropa del centro comercial, como un uniforme de las Fuerzas Especiales, botas de lucha libre, una máscara de hockey y la armadura de X de la franquicia Mega Man X. Puede llevar consigo ciertos libros que pueden otorgar bonificaciones, como aumentar la durabilidad de las armas. Puede consumir alimentos y bebidas recolectados mientras explora para recuperar salud, o mezclarlos para hacer diferentes "jugos", que tienen efectos temporales en el jugador. En el modo Infinity, los jugadores necesitan comer alimentos para mantenerse con vida, ya que la salud de Frank disminuye cada 100 segundos. No pueden acceder al supermercado dentro del centro comercial y los alimentos son limitados, pero pueden adquirir armas y alimentos de todos los personajes; Los supervivientes son hostiles hacia ellos en este modo.
Dead Rising incorpora un elemento de juego de rol en forma de sistema de experiencia, en el que completar varias acciones recompensará a Frank con "Puntos de Prestigio" (PP). Mientras que en ambos modos, matar una gran cantidad de zombis puede ganar PP, al igual que tomar fotografías. Cualquier fotografía que Frank tome en el juego se califica automáticamente en función de cinco "géneros": terror (zombis y sangre gráfica), tomas descartadas (eventos o escenas humorísticas), erótica (fotos de mujeres sobrevivientes o zombis, en particular aquellas que se centran en los senos y entrepierna), drama (eventos dramáticos, como las reacciones de los supervivientes mientras están en la sala de seguridad) o brutalidad (muertes de zombis y otros personajes), con la puntuación convertida en PP. Además de estas acciones, tanto el modo de 72 horas como el modo de tiempo extra otorgan PP por completar archivos de casos y completar la tarea opcional de rescatar a los sobrevivientes dentro del centro comercial y derrotar a los "psicópatas", personajes jefes que se han vuelto locos por los ataques de zombis, o están utilizando el brote como cobertura para sus propios fines. Una vez que obtenga suficientes PP, Frank subirá de nivel, lo que dará como resultado mejoras en el poder de ataque, la velocidad de carrera, la distancia de lanzamiento, la salud o la cantidad de elementos que Frank puede llevar en su inventario, mientras que se pueden desbloquear nuevos movimientos que mejoran su efectividad en el combate cuerpo a cuerpo. Cualquier experiencia, niveles y movimientos desbloqueados obtenidos en una partida se trasladarán automáticamente a un nuevo juego si el jugador decide reiniciar, lo que puede hacer que las partidas posteriores sean mucho más fáciles.
Se proporciona un HUD en el juego, que muestra información sobre la salud de Frank, su nivel de prestigio y la cantidad de progreso de PP que ha realizado hasta el siguiente, su inventario de armas y su estado/cantidad de munición restante, un contador para el número de zombis que el jugador ha matado durante una partida, y contadores de objetivos para tareas principales y opcionales, que consisten en una barra que cuenta la cantidad de tiempo que un jugador tiene para llegar al lugar donde se encuentra el objetivo dentro del centro comercial y completarlo, antes de se considera fallido. Los jugadores tienen acceso a un mapa que les ayuda a recorrer el centro comercial y determinar dónde deben ir en el modo de juego principal, pueden recibir llamadas en un transceptor sobre cualquier cosa sospechosa que Frank pueda investigar (no puede saltar, atacar, cambiar de arma, o recoger/usar cualquier artículo al atender una llamada) y puede ver el reloj de Frank para determinar qué hora es; El tiempo en el juego avanza más rápido que el tiempo real, un día en el juego toma dos horas de tiempo real, mientras que la hora del día afecta el comportamiento de los zombis: durante el día, son lentos y débiles, pero se vuelven más activos. más duros y más numerosos por la noche. Los jugadores pueden ahorrar usando sofás verdes o los diversos baños del centro comercial, aunque la versión original de Xbox 360 permite guardar solo un juego en progreso por dispositivo de memoria y perfil de jugador; el sistema de guardado está deshabilitado para el modo infinito. Cuando Frank muere, el jugador puede recargar desde el último guardado o reiniciar desde el principio.

## Argumento

### 72 Horas
En 2006, el fotoperiodista Frank West es alertado por una fuente de que algo está sucediendo en la ciudad de Willamette (Colorado). Volando a la ciudad con un piloto de helicóptero Ed DeLuca, se entera de que la ciudad está sujeta a una cuarentena militar y observa varios incidentes violentos en toda la ciudad. Lo dejan caer en helicóptero del Willamette Parkview Mall, después de pedirle a Ed que regrese en tres días.
Al llegar al centro comercial se entera de que la cuarentena se debe a un brote de zombis. El centro comercial sufre una violación de seguridad, obligando a Frank a refugiarse en la sala de seguridad dentro del centro comercial. Con la ayuda del conserje Otis Washington, accede al centro comercial. Después de ayudar al agente de Brad Garrison en un tiroteo contra un asaltante desconocido, ambos forjan una alianza. Russel Barnaby, una persona de interés para Brad, se encuentra junto a los dos escondido en una librería. Barnaby se niega a ser escoltado a un lugar seguro, lo que los obliga a regresar a la sala de seguridad, donde no pueden pedir ayuda debido a un inhibidor de comunicaciones. Frank conoce y salva a varios sobrevivientes que están atrapados, heridos o cautivos de supervivientes psicóticos (los principales jefes del juego, apodados psicópatas) que atacan a Frank. Los dos más tarde rescatan a Barnaby del asaltante desconocido. Brad resulta herido, lo que obliga a Frank a buscar medicinas.

En su búsqueda, encuentra que la medicina necesaria para salvar a Brad está en el supermercado, pero es retenido por un gerente enojado y enfurecido llamado Steve, que mantiene cautiva a una mujer que conoció durante el asalto al centro comercial. Después de matar a Steve y salvarla, la mujer lo reprende mencionando Santa Cabeza. Frank se entera por Barnaby que Santa Cabeza era ostensiblemente una localidad centroamericana vinculada al tráfico de drogas, que distribuía drogas con efectos zombificadores. Al localizar a la mujer de nuevo en los monitores de seguridad, la interroga. Al revelar que ella es Isabela Keyes, la hermana de Carlito, el agresor desconocido, promete concertar una entrevista entre ambos.
Isabela llega sola a la reunión, después de recibir un disparo de Carlito en un ataque de ira. Frank acompaña a Isabela a la sala de seguridad, donde ella revela que Santa Cabeza albergaba un centro de investigación estadounidense que experimentaba con ganado y cuyo director era Barnaby. Isabela, como asistente de investigación, estaba al tanto del hecho de que una especie de avispa nativa se utilizaba en un intento de aumentar el rendimiento del ganado, pero en cambio tuvo un efecto zombificador. Las avispas escaparon e infectaron a los humanos, lo que obligó a las fuerzas militares estadounidenses a realizar una limpieza de toda la vida del pueblo, con pocos sobrevivientes. Barnaby comienza a zombificarse y ataca a la compañera de Brad, Jessie McCartney, y es asesinado.
Isabela revela que Carlito planea usar el centro comercial como punto de parada para propagar los parásitos por todo el país, utilizando bombas ubicadas en camiones. Brad y Frank desactivan las bombas. Brad y Carlito participan en un tiroteo, y Carlito es herido de muerte. Carlito logra echar a Brad de la habitación, donde es herido por zombis fuera de la pantalla. Frank logra encontrarlo en los túneles, donde le dice a Frank que no se lo diga a Jessie, y desliza su pistola hacia Frank, lo que implica que quiere que Frank le dispare. Entonces se transforma por completo.
Frank localiza a Carlito, retenido como rehén por un carnicero loco llamado Larry y, después de matar a Larry, recibe el medallón de Carlitos antes de que Carlito muera. la foto dentro del medallón le da a Isabela una pista que le permite adivinar la contraseña del ordenador de Carlito y gracias a ello consigue desactivar el inhibidor. Sin embargo, Las Fuerzas Especiales del Ejército de Estados Unidos llegan al centro comercial independientemente y traen órdenes de limpieza. A Jessie se le permite vivir pero se transforma en zombi. Otis escapa con un helicóptero y con los posibles supervivientes que Frank rescató. Frank regresa solo al helicóptero, y llega el helicóptero de DeLuca, pero se estrella contra la torre del reloj del centro comercial, cuando un zombi polizón lo ataca. Frank cae de rodillas y el juego termina.

### Prórroga
Isabela llega, pero Frank se desmaya. Isabela se da cuenta de que Frank ha sido infectado por el parásito larvario de la avispa. Frank reúne suministros para una droga que puede suprimir el parásito temporalmente y descubre una salida del centro comercial creada por el accidente de DeLuca. Isabela se entera por la computadora de Carlito que ha fabricado la droga antes, y la usó en cincuenta huérfanos infectados, extendiéndolos por todo el país. Después de salir del centro comercial, Frank se encuentra con el comandante de la operación de limpieza, Brock Mason, quién también comandó la operación de Santa Cabeza. Los dos luchan, hasta que Mason es golpeado en una multitud de zombis.
Frank e Isabela escapan de Willamette, pero Isabela es detenida como autora del incidente (aunque esto sólo sucede en los cómics. En el juego nunca se explica cómo escaparon ni qué pasó con Isabella). Frank logra informar sobre el incidente y sobre Santa Cabeza, pero la verdad sobre los huérfanos de Carlito sigue siendo desconocida.

### Finales alternativos
Aunque completar todos los archivos de casos y el modo de tiempo extra conduce al final canónico del juego, en términos de la historia del juego, el jugador puede encontrar diferentes finales en Dead Rising, dependiendo de ciertas acciones que realice, como se enumera a continuación:
- Final B (no completar todos los expedientes del caso, pero estar en el helipuerto cuando se acabe el tiempo)

Frank regresa para que Ed lo recoja y lo convence de sacar del centro comercial a los sobrevivientes que rescató (el diálogo de Ed variará dependiendo de cuántos sobrevivientes haya rescatado el jugador). Un epílogo revela que la causa del brote seguía siendo desconocida y que pronto se produjeron otros brotes en otras ciudades de los Estados Unidos.
- Final C (método 1: completar todos los Expedientes del Caso, pero no llegar al helipuerto cuando se acabe el tiempo; método 2: completar todos los Expedientes del Caso, pero no hablar con Isabela a las 10 a. m. del tercer día)

Frank no aparece en el helipuerto de la azotea, para decepción de Ed. Ed, que observa desde otra azotea a través de binoculares, es asesinado por un zombi. Un epílogo revela que Willamette fue puesta en cuarentena debido a una enfermedad no especificada, aunque nadie puede contradecir esto con la historia real.
- Final D (ser capturado por las Fuerzas Especiales y no escapar cuando se acabe el tiempo)

Las Fuerzas Especiales se llevan a Frank en un helicóptero militar. Un epílogo revela que la presencia de los militares se reveló más tarde en una historia de encubrimiento, que citaba que estaban allí para limpiar una serie de incidentes en Willamette, aunque no se revela cuáles fueron.
- Final E (no completar todos los expedientes del caso y no llegar al helipuerto cuando se acabe el tiempo)

Ed aterriza para esperar la llegada de Frank, pero está a punto de irse cuando no aparece, solo para ver a Otis abrir la puerta de acceso al techo y salir junto a Jessie y los sobrevivientes que Frank había rescatado, lo que llevó a Ed a transportarlos a un lugar seguro. Un epílogo revela que los supervivientes le dan crédito a Frank por salvarlos, pero que se desconoce su paradero.
- Final F (no lograr reunir todas las bombas de Carlito a tiempo durante el Caso 7-2)

El cronómetro de una bomba cuenta regresivamente hasta cero antes de que se produzca un apagón y se muestra una fotografía de una explosión que ocurre dentro del centro comercial. Un epílogo revela que el plan de Carlito con los explosivos tuvo éxito, lo que efectivamente llevó a Estados Unidos a sufrir una pandemia zombi generalizada unos días después.
- Final escondido (no completar el modo de tiempo extra antes de que expire el tiempo)

Frank sucumbe a su infección y se transforma en un zombi. Un epílogo afirma que su condición de no-muerto provocó un final "humano" a su situación desesperada.

## Desarrollo
Dead Rising comenzó el desarrollo como una secuela de Shadow of Rome. El equipo de desarrollo sabía que querían hacer un juego dirigido al mercado occidental y también algo diferente esta vez, por lo que cambiaron la historia, el escenario y el período de tiempo de Shadow of Rome. A pesar de las similitudes del juego con Dawn of the Dead de George A. Romero, Capcom afirmó que el concepto de "humanos luchando contra zombis en un centro comercial" es una "idea totalmente inprotegible" según las actuales leyes de derechos de autor. Si bien la compañía quería que el juego siguiera a Resident Evil, la otra serie de juegos de Capcom centrada en zombis, su equipo de desarrollo optó por diseñar el juego con una visión más cómica de los zombis en el género de terror, particularmente en la forma en que los jugadores interactuaban con ellos. los zombis en el juego, permitiéndoles hacer cualquier cosa contra ellos en términos de qué armas podrían usar contra ellos, mientras basaban el centro comercial en el diseño estereotipado de los centros comerciales estadounidenses. Un área particular en la que el equipo trabajó intensamente fue la cantidad de zombis que podían aparecer en pantalla durante el juego para dar la sensación de que se trataba de un brote importante; Cuando Electronic Gaming Monthly revisó el juego, informaron que podían aparecer en pantalla hasta 800 zombis a la vez. Como el equipo de desarrollo estaba formado por miembros que habían trabajado en el videojuego de rol de Capcom Breath of Fire: Dragon Quarter, ayudó mucho a incorporar uno de los elementos del juego tomados de él, hacia el desarrollo de la estructura mecánica de Dead Rising: se implementó la capacidad de transferir todo lo obtenido en términos de experiencia, niveles y habilidades para crear una nueva partida, de modo que los jugadores tendrían un sentido de responsabilidad por sus decisiones y acciones.
Después de realizar cambios en la versión beta del juego, se lanzó una demostración jugable a través de Xbox Live Marketplace el 4 de agosto de 2006, antes de su lanzamiento durante los siguientes dos meses.

### Banda Sonora
Dead Rising Original Soundtrack fue lanzado en Japón el 30 de marzo de 2007, en una edición limitada de 2000 copias, incluida con una camiseta. Estaba empaquetado con una camiseta que mostraba a Frank, Isabella y una silueta del centro comercial. El 20 de junio de 2007 se lanzó una edición no limitada de la misma banda sonora.

### Contenido descargable
Después del lanzamiento de Dead Rising en los Estados Unidos, Capcom lanzó nueve "claves" descargables para Xbox Live Marketplace que desbloquearían diferentes casilleros en la Sala de Seguridad, brindando al jugador nueve nuevas opciones de vestimenta, agregando tres claves más para que los jugadores las descarguen y usen el 31 de mayo de 2007.

## Recepción
Dead Rising recibió "críticas generalmente favorables" de los críticos, según el agregador de reseñas Metacritic. La mayoría de los críticos elogiaron el estilo de juego "sandbox", la cantidad de exploración dentro del centro comercial y la gran cantidad de formas de matar a miles de zombis. GameSpot afirmó que era "una gran pieza de entretenimiento", mientras que dos críticos del programa de entrevistas de videojuegos australiano Good Game le dieron al título una puntuación de 6-7/10. Sin embargo, el consenso general entre las críticas fue criticar la mecánica del sistema de guardado del juego y la IA de los sobrevivientes; mientras que IGN consideró que el juego era "uno de los títulos más únicos y entretenidos de Xbox 360", su revisión indicó notablemente que se necesitaban mejoras tanto en el sistema de guardado como en los NPC, además de ofrecer "una progresión de la historia más indulgente y controles más estrictos". Un punto de discordia en las revisiones fue el funcionamiento del transceptor del juego, específicamente sobre lo persistente que es al sonar, lo vulnerable que es Frank al responder cualquier llamada en él, y cómo si la llamada telefónica se interrumpe de alguna manera (como ser atacado), terminaría abruptamente y se repetiría nuevamente cuando el jugador responde al transceptor unos segundos después y escucha a Frank siendo regañado por Otis por interrumpirlo; el uso del transceptor en el juego llevó a numerosos webcomics y blogs orientados a los jugadores que parodiaban su uso. Capcom informó que se habían enviado alrededor de 500,000 copias en el primer mes después de su lanzamiento, y un millón de copias en todo el mundo a finales de 2006. Recibió el premio de ventas "Oro" de la Asociación de editores de software para ocio y entretenimiento (ELSPA), indicando ventas de al menos 200,000 copias en el Reino Unido.
Una queja notable que recibió Dead Rising fue de jugadores que ejecutaron el juego a través de un televisor de definición estándar o de alta definición pequeño, solo para encontrarse con dificultades para leer el texto en pantalla, un problema causado debido a que Capcom decidió desarrollar el juego exclusivamente para televisores de alta definición, particularmente porque había sido promocionado como uno de los primeros títulos verdaderamente de "próxima generación" disponibles para Xbox 360. En respuesta a las quejas sobre el problema, un representante de la compañía publicó lo siguiente en Xbox.com:

Estimados todos, he escuchado sus preocupaciones y las he pasado a todas las fuentes posibles dentro de Capcom. Siento tu dolor, ya que yo mismo tengo un televisor SD grande y tengo problemas para leer los objetivos de la misión, los nombres de los artículos, etc. Desafortunadamente, se necesita tiempo para resolver cualquier problema y nos gustaría solucionar el problema de manera adecuada, ya que cualquier cambio en cualquier juego puede crear problemas adicionales a partir del resultado del cambio; así es como funciona la programación de juegos y es por eso que los juegos pasan por extensos programas de pruebas y aprobaciones de juegos.

Una semana después, Capcom emitió un comunicado diciendo que no solucionarían el problema y sugirió algunas soluciones de bricolaje para resolverlo.

### Premios
Además de ocupar el puesto número 2 en el Top 50 de 2006 de la revista de juegos Gamesmaster, Dead Rising ganó varios premios:
- IGN recibió el título de "Diseño más innovador para Xbox 360" en su Lo mejor de 2006.
- El Best and Worst of 2006 de GameSpot otorgó al juego los honores de "Mejor juego de acción y aventuras", "Mejores efectos de sonido", y "Mejor uso de los puntos de logro de Xbox 360".
- Los premios Spike TV Video Game Awards de 2006 le otorgaron el premio al "Mejor juego de acción".
- X-Play le otorgó el premio al "Mejor juego original" de 2006.

### Reacción en Alemania
Debido a la naturaleza gráfica de la violencia retratada en Dead Rising, el BPjM en Alemania consideró que el juego cumplía al menos uno de sus criterios de indexación, documentando que el título glorificaba la violencia. Como resultado directo, el Unterhaltungssoftware Selbstkontrolle, la junta responsable de calificar el software de entretenimiento para Alemania, se negó a calificar el juego y, en efecto, detuvo la publicación de una versión alemana por parte de Microsoft, ya que la compañía no permite que se lancen juegos sin calificación para Xbox 360, aunque el juego se puso a disposición para su importación a jugadores mayores de edad. Sin embargo, después de una decisión del tribunal del condado de Hamburgo en junio de 2007, se prohibió dentro del país a partir de finales de agosto de 2007, lo que hizo que las ventas del título fueran ilegales en Alemania; cualquiera que fuera sorprendido vendiendo el juego sería sentenciado a prisión o una multa monetaria de acuerdo con el §131 del código penal alemán, y todas las copias serían confiscadas por la policía alemana.

### Asuntos legales
El Grupo MKR, que posee los derechos de autor tanto de la película Dawn of the Dead de 1978 como de su nueva versión de 2004, envió cartas el 6 de febrero de 2008 a Capcom, Microsoft y Best Buy, alegando que Dead Rising infringe los derechos de autor y las marcas comerciales de estas películas. En una denuncia presentada el 12 de febrero de 2008 para solicitar una orden judicial que contrarrestara preventivamente una denuncia anticipada de MKR, Capcom afirmó que "humanos luchando contra zombis en un centro comercial" es una "idea totalmente inprotegible" según las leyes de derechos de autor actuales; Capcom señaló además la "etiqueta" de advertencia en la tapa de la caja como una medida preventiva destinada a separar el juego de las películas y evitar cualquier confusión entre los clientes. Posteriormente, el Grupo MKR presentó una demanda en febrero de 2008 después de no poder llegar a un acuerdo con Capcom sobre la disputa.
La demanda fue desestimada en octubre de 2008, y el magistrado de los Estados Unidos Richard G. Seeborg declaró que MKR no logró demostrar la similitud de ningún elemento protegido de Dawn of the Dead con el de Dead Rising, y que muchos de los elementos que MKR afirmaba que eran similares eran parte del "concepto totalmente desprotegible de humanos luchando contra zombis en un centro comercial durante un brote de zombis".

## Reediciones y otras versiones

### Versión de Wii
Un port de Dead Rising fue lanzado para Wii en febrero de 2009, titulado Dead Rising: Chop Till You Drop, y fue desarrollado por Capcom y publicado por THQ en Australia. Construido sobre el mismo motor utilizado para la versión Wii de Resident Evil 4, que fue recibido positivamente por los críticos, el puerto incorporó características adicionales a las del original de Xbox 360, incluido el uso de una cámara por encima del hombro y la utilización del sistema de control de movimiento del Wii Remote, sin embargo, carecía de algunas de las características del original, incluida la visualización de una gran cantidad de zombis en la pantalla y el sistema de fotografía. La versión de Wii finalmente obtuvo críticas mixtas, aunque fue elogiada por tener un sistema de puntería mejorado respecto al original.

### Versiones portátiles
En 2008, Capcom lanzó un spin-off portátil del juego para teléfonos móviles, y el 4 de octubre de 2010 anunció que también se anunció una versión para iOS del juego. En esta versión, los jugadores tienen acceso a una nueva mecánica de juego en la que pueden llamar a sus amigos a través de Twitter y Facebook para ayudar a revivirlos, y su negativa hace que aparezcan como un zombi dentro del juego de su amigo, mientras que las operaciones complejas en el juego se realizan a través de botones basados en el contexto. Similar al Modo Infinito en la versión de consola, el juego presenta un medidor de hambre, y ahora Frank debe comer comida dentro del centro comercial para sobrevivir. El spin-off portátil fue en general bien recibido por los críticos, obteniendo una B+ de 1UP.com, y un 7.3/10 de IGN, con elogios por mantenerse fiel al diseño sandbox y la trama de la versión Xbox 360, a pesar de haber sido reducido para la pantalla y plataforma más pequeñas.

### Versión Remasterizada
El 18 de julio de 2016, Capcom anunció que se estaba trabajando en marcha para una versión remasterizada del Dead Rising original, junto con su secuela Dead Rising 2 y su título de spin-off, con el objetivo de que estos se lanzaran para Xbox One, PlayStation 4 y PC, antes del lanzamiento del cuarto juego de la serie. Estos fueron lanzados el 13 de septiembre de ese año, tanto por separado como en un paquete, con los desarrolladores mejorando los gráficos del juego a alta definición, aumentando el número de ranuras guardadas y mejorando la velocidad de fotogramas.

### Dead Rising Deluxe Remaster(2024)
El 26 de junio de 2024, Capcom anunció Dead Rising Deluxe Remaster, con gráficos mejorados del original con el RE Engine. Incluye varios cambios, como la posibilidad de caminar mientras se dispara y nuevas actuaciones de voz. El juego se lanzó el 19 de septiembre de 2024 para PlayStation 5, Windows y Xbox Series X/S en formato digital, y una versión física y una demostración se lanzaron el 8 de noviembre de 2024.

### Secuelas
Tras el éxito comercial del juego, se hicieron planes para crear una secuela, cuyo objetivo sería operar en múltiples plataformas. El 28 de septiembre de 2010, Dead Rising 2 se lanzó para Xbox 360, PlayStation 3 y Windows, y si bien seguía la configuración básica de la mecánica de juego del original, presentaba un nuevo personaje, un sistema monetario, un sistema de creación de armas que involucraba encontrar "Cartas combinadas" para saber qué hacer y modos multijugador en línea, incluidos minijuegos para matar zombis y juego cooperativo para dos jugadores, al tiempo que presenta mejoras para abordar algunos de los comentarios negativos que recibió Dead Rising. Desde su lanzamiento, se lanzaron dos episodios descargables para el juego: Case Zero, un prólogo ambientado antes de la historia principal de Dead Rising 2, y Case West, ambientado después y con Frank West, quien también es controlable en él, y una versión reimaginada titulada Dead Rising 2: Off the Record fue lanzado en octubre de 2011, con una nueva historia y Frank West como protagonista principal.
El juego generó dos secuelas más, desarrolladas por la sucursal canadiense de Capcom, Capcom Vancouver: Dead Rising 3 se lanzó el 22 de noviembre de 2013 para Xbox One y el 5 de septiembre de 2014 para Windows, mientras que Dead Rising 4 se lanzó el 6 de diciembre de 2016. Capcom Vancouver fue También está desarrollando otra secuela de la franquicia, que fue cancelada cuando el estudio cerró en septiembre de 2018.